# امیل بوتا
امیل بوتا (رومانیایی: Emil Botta؛ ‏ تلفظ رومانیایی: [eˈmil ˈbota]؛ ‏ ۱۵ سپتامبر ۱۹۱۱ – ۲۴ ژوئیهٔ ۱۹۷۷) بازیگر و نویسنده اهل رومانی بود.
از فیلم‌هایی که وی در آن نقش داشته‌است، می‌توان به داس‌ها، بمبی دزدیده شد، بازسازی و نمایش افتتاحیه اشاره کرد.